# 中間小説
中間小説（ちゅうかんしょうせつ）は、20世紀後半の日本の小説の分類で、純文学と大衆小説の中間的な作品。この層の作品を掲載する雑誌である、中間小説誌（ちゅうかんしょうせつし）という言葉でむしろ多く使われる。第二次世界大戦後の小説の大きな位置を占めるようになるが、大衆小説（娯楽小説）自体の地位の向上につれて、小説の分野を指す言葉として使われることは少なくなる。また個々の作家、作品については、歴史・時代小説、推理小説、恋愛小説、冒険小説などといった、娯楽小説の分類に従って呼ばれることが多く、中間小説とそれ以外の小説の厳密な区分けも存在しない。

## 発祥と背景
純文学と大衆文学の接近は、大正時代に菊池寛や久米正雄が家庭小説へ転身するのを背景に、芥川龍之介の1926年「亦一説?」での「大衆文芸家ももっと大きい顔をして小説家の領分へ切り込んで来るが好い。さもないと却って小説家が大衆文芸家の領分へ切り込むかもしれぬ」という気運に現れ始める。またプロレタリア文学においても、小林多喜二は荒木又右衛門や宮本武蔵を読むように自分の作品を読んでほしいと言い、1928年のナップ（全日本無産者芸術連盟）での芸術大衆化論争でも林房雄は髷物から学ばねばならぬと主張したが、純文学と通俗小説の分離は明白となっていった。1935年には広津和郎は、純文学の新聞連載小説掲載を目指す「陣地回復」を主張した。
これらに続いて、新感覚派として活動しながら純文学の行き詰まりを感じていた横光利一は、「純粋にして大衆的な文学」「純文学にして通俗小説」という「純粋小説論」（1935年）を提唱し、プロレタリア文学出身の武田麟太郎は、その転向の方向性として私小説ではなく世相を題材とする方向に進む。またこの頃から娯楽小説誌『オール讀物』や大衆誌『日の出』などに、私小説から出発した丹羽文雄や、高見順、林芙美子ら純文学系の作家の都会派風俗小説、井伏鱒二、尾崎一雄らのユーモア小説が掲載されるようになる。戦後になると、新戯作派や戦後派文学の勃興と並んで、丹羽文雄、石坂洋次郎、舟橋聖一、石川達三、井上友一郎ら既成リアリズムの流れを汲む風俗小説を発表するようになる。
「中間小説」という言葉は、1947年の雑誌『新風』（大阪書房）4月号の座談会で、林房雄の「日本の小説を発展させる道は純文学と大衆小説の中央にある」との発言に対して、久米正雄がそれを「中間小説」と呼んだのが最初とされる。林は「ポーからオー・ヘンリーまでの間を狙っている」「中央小説」とも表現している。この語はこの年から翌年にかけて次第に広まって、山田克郎の1949年直木賞受賞の感想でも「林房雄氏の提唱される中間文学を仕事の場と考へている」と述べられた。
他に用語としては、戦前の総合雑誌の中で随筆など肩の凝らない読み物を「中間読物」と呼んでおり、昭和9年に評論家の新居格が純文学の一側面について「中間文学」という言葉を使った。

## 中間小説誌の誕生
久米発言の前にあたる1947年1月に創刊された風雪社の『風雪』、発言後の同年5月に大地書房『日本小説』、9月に新潮社『小説新潮』と相次いで創刊された雑誌が、初期の中間小説誌と言われている。『日本小説』では、「大衆的な広がりを持ちながら、芸術性を失わない小説」を開拓するため、武田麟太郎の「高い根底を持つ小説を狭い実験室から解放して、手を伸べている多数の所有にしたい」との言葉を引いて、新しい小説の分野を目指すとした。誌名のアイデアを出したのは水上勉で、創刊号の執筆者は、高見順、丹羽文雄、太宰治、林芙美子、関伊之助の変名を用いた川口松太郎など。『小説新潮』10月号では、「大衆小説とか純文学とかいうことばはもうなくしてもいいと考える」といった編集意図も述べられた。
戦前から発行されていた大衆小説誌『オール讀物』『講談倶楽部』なども、戦後の復刊後は中間小説的な方向性に向かっていき、『別冊文藝春秋』もこの分野に参入した。1950年創刊の六興出版社『小説公園』は、広津和郎、室生犀星、武田泰淳などを起用。これらの雑誌では五味康祐、柴田錬三郎の時代小説も掲載された。『日本小説』は坂口安吾『不連続殺人事件』連載などで評価を高めながらも、経営不振で2年半で廃刊となる。しかし『小説新潮』は1954年には39万部と部数を延ばし、同じく好調な『オール讀物』や『小説公園』『別冊文藝春秋』『別冊小説新潮』を加えた中間小説誌で100万部近い部数となり、福田宏年は1955年を中間小説の全盛時代と呼んだ。
新聞小説においても、1947年6月からの石坂洋次郎『青い山脈』（朝日新聞）、林芙美子『うず潮』、丹羽文雄『人間模様』（毎日新聞）などが連載され、大佛次郎『帰郷』(1948年）、獅子文六の庶民的ユーモア『自由学校』（1950年）も人気を呼んだ。これらの作品は文学に物語性、娯楽性、風俗性を取り込んで幅広い読者を獲得した。

## 第二次ブーム
当初の中間小説は風俗小説の同義語とも見られていたが、井上靖や松本清張の活躍とともに、時代小説や推理小説も呑み込んだものとなっていく。1958年多岐川恭が初めて推理小説で直木賞を受賞し、1961年『別冊小説新潮』の水上勉らの作品を掲載した「現代推理小説代表作集」という特集号が大いに売れ行きがよく、社会派推理小説が多く掲載されるようになる。
1960年『小説中央公論』、1963年『小説現代』、1967年『問題小説』、1968年『小説宝石』『小説セブン』『小説エース』『サンデー毎日読物専科』などが創刊され、従来の純文学作家として出発したのではない、最初から中間小説の書き手となった作家、小説現代新人賞でデビューした五木寛之や、井上ひさし、三好徹、有吉佐和子、司馬遼太郎、佐藤愛子などが人気を集め、第二次中間小説ブームと言われるようになった。また週刊誌ブームによって競争の激化した『週刊新潮』他も、中間小説発表の舞台となった。中間小説誌は創刊と淘汰が続く中で、『オール讀物』『小説新潮』『小説現代』が御三家と呼ばれた。その後、大衆文学、中間小説という言葉に変わってエンターテイメントという言葉が使われるようになり、1970年代にはエンターテイメント性を強く打ち出した『野性時代』が創刊された。

## 中間小説の作家
戦前からの大家では、丹羽文雄が戦後社会にいちはやく適応し『篠竹』（1946年）、『厭がらせの年齢』（1947年）などで風俗小説の第一人者となる。舟橋聖一は『横になった令嬢』（1946年）で情痴小説と呼ばれ、『鵞毛』（1947年）、『雪夫人絵図』（1948-50年）、『芸者小夏』（1952年）で流行作家となり、『影絵夫人』（1961-63年）、『ある女の遠景』（1961年）と耽美的な作風に進む。彼らは石坂洋次郎と並んで『小説新潮』初期に活躍した。
横光利一の提唱を受け継ぐ作家としては、「可能性の文学」を提唱した織田作之助や、『肉体の門』を発表し肉体文学の流行の元になった田村泰次郎などがいた。井上靖は純文学と中間小説の両方の要素を持った作風、健全な道徳性で支持され、『明日来る人』（1954年）、『氷壁』（1956-57年）などの新聞小説で流行作家の地位を築く。他に昭和30年代の人気作家として、時代物から推理小説を書き始めた松本清張や、柴田錬三郎、梶山季之、山手樹一郎、山岡荘八、源氏鶏太、石原慎太郎、黒岩重吾などがいた。また子宮作家と揶揄されて文芸誌から閉め出されていた時期の瀬戸内晴美も中間小説誌や週刊誌で旺盛に作品を発表した。
1971年からは東京新聞で植草甚一による「中間小説時評」が連載され、植草は「中間小説のおもしろさはそれを読んでいくスピードから生まれてくるのだ」と述べ、必ず褒める作家は池波正太郎と藤原審爾だった。『小説現代』初期から起用された中には川上宗薫、宇能鴻一郎（彼らは純文学出身である）らもいた。ジャンル専門誌から中間小説誌に発表の場を広げて評価された小松左京、筒井康隆などがおり、江戸川乱歩賞でデビューした陳舜臣、戸川昌子、佐賀潜なども中間小説誌で活躍する。

## 批評・異説
伊藤整の小説論では、まず文壇の中でのみ評価される従来の純文学作家の作品が世間に受け入れられた形態が風俗小説または中間小説であると言い、19世紀ヨーロッパのディケンズやバルザックなどに近い方向性としながら、しかし「通俗化への性急さと、大量生産的な競争意識によって悪く使われている」という現状認識もし（「現代文学の可能性」改造1950年1月号）、さらに当時の文学全体における市民からの遊離性について「中間小説を文学精神のダラクと批評」するだけでは解決できないと述べている（「中間小説の近代性」中央公論1950年3月号）。
1955年に北原武夫は『文學界』で「中間小説と実用文学」と題し、中間小説の場は文学と実人生の間にあるという説を唱える。中村光夫は1950年の「風俗小説論」などで、当時の風俗小説の流行を、「「文学」の理念の解体と喪失の歴史」「リアリズム技法の、たんなる職人的技術への「風化」の過程」など、近代日本文学の歪みとして弾劾したが、1957年の「中間小説論」では、「中間小説の問題の難しさは、それが小説の俗化と堕落であることは間違いないとしても（略）読者の要求は、少なくとも私小説の読者にくらべれば自然で健康だということです」「中間小説を生んだ現代の社会が、処女地が鍬を待つように、新しい芸術の出現を望んでいるのです」という認識も示した。
瀬沼茂樹は1959年に「文学によって人生の真相を知りたいという要求」から芸術小説が求められるが、「芸術小説はそうざらにできるものではないので、その代用品として人生の知恵を教える中間小説に赴くのである」と述べるが、「通俗小説や中間小説は、極めてありふれた月並なもの、あるいは出来あがった知識をあたえてくれるだけであろう」、また石川達三や井上靖について「人間性がこれまでになかった面をしめしている時代であるから、そこから人間性の秘密に切りこんでいこうとする」点で成功しているか疑問で、「ある種の通俗性・常識性をもったストオリ・テエラアにとどまるところがある」と評した。
社会派推理小説が台頭して高い評価を得るようになった1961年に、伊藤整は松本清張をプロレタリア文学が果たせなかったことを成し遂げたと絶賛し、こういった高評価が純文学論争の火種となった。その松本清張は1958 年に「小説に「中間は」無い」と題して、「（文学には）純文学と通俗文学の二つしかない。（略）内容的にはそのどっちかに属する」、また「小説が面白すぎると批評家のけいべつを買うようだ」といった立場を表している。一方で『小説現代』『オール讀物』に作品を発表していた五木寛之は「自分の作品を、いわゆる中間小説とも大衆文学とも思ってはいない。私は純文学に対応する＜エンターテインメント＞、つまり＜読み物＞を書いたつもりである」（短篇集『さらばモスクワ愚連隊』（1967年）の後記）と述べている。
1960年代のブームについて郷原宏は、現実からの救済として大衆小説を求めていた読者の、戦後の経済成長による嗜好の変化の結果であり、さらに管理社会のへの反抗として1970年代以降の西村寿行などのヒーローもの冒険小説が望まれたとしている。
吉行淳之介の定義では「中間小説とは、その原稿料が新聞小説と文芸雑誌の小説との中間のものである」とされる。また中間小説かどうかは挿絵が付くかどうかであるとも言われ、挿絵小説の呼び名もあった。
戦後すぐの頃に多く出版されたカストリ雑誌は、エロ・グロを中心にしていたが、柴田錬三郎や有馬頼義を始め、その後著名となった作家も作品を発表している。また1946年創刊の『ロマンス』や、織田作之助の絶筆「恐るべき女」を連載した『リベラル』、1949年に永井荷風「四畳半襖の下張」を初めて掲載した『ブラック』など、一流作家作品を掲載する雑誌もあり、これらを中間小説誌の「プロトタイプ」と呼ぶこともある。

## 注
1. ↑  『中央公論』1926年7月号
2. ↑  平野
3. ↑  岩波書店編集部 編『近代日本総合年表 第四版』岩波書店、2001年11月26日、361頁。ISBN 4-00-022512-X。
4. ↑  瀬戸内寂聴『晴美と寂聴のすべて 1』集英社 2007年
5. ↑  斯波司「解説」（『赤い標的』角川文庫 1980年）
6. ↑  『文学』1957年12月号
7. ↑  瀬沼茂樹『近代日本の文学 西欧文学の影響』社会思想社現代教養文庫 1959年
8. ↑  『朝日新聞』1958年1月12日（『実感的人生論』中央公論新社 2004年）
9. ↑  郷原宏「解説」（『月を撃つ男』光文社 2002年）
10. ↑  山本明『カストリ雑誌研究 シンボルにみる風俗史』中央公論社 1998年